# Voalavo
Voalavo é um género de roedor da família Nesomyidae.

## Espécies
- Voalavo antsahabensis Goodman, Rakotondravony, Randriamanantsoa & Rakotomalala-Razanahoeraa, 2005
- Voalavo gymnocaudus Carleton & Goodman, 1998